# Вилалба (Калтанисета)
Вилалба (итал. Villalba) је насеље у Италији у округу Калтанисета, региону Сицилија.
Према процени из 2011. у насељу је живело 1689 становника. Насеље се налази на надморској висини од 600 м.

## Становништво
| 1931. | 1936. | 1951. | 1961. | 1971. | 1981. | 1991. | 2001. | 2011. |
| ----- | ----- | ----- | ----- | ----- | ----- | ----- | ----- | ----- |
| 3.924 | 4.392 | 4.932 | 3.737 | 2.408 | 2.307 | 2.152 | 1.916 | 1.731 |